# Гіга-Нью-Йорк
42°51′32″ пн. ш. 78°50′24″ зх. д. / 42.858888888889° пн. ш. 78.84° зх. д.
Tesla Giga New York (або Gigafactory 2) — фотоелектричний (PV) завод, орендований дочірньою компанією Tesla, SolarCity в Баффало, Нью-Йорк

## Історія
Republic Steel і Donner Hanna Coke управляли металургійним комбінатом уздовж річки Баффало з початку 20 століття до його закриття в 1984 році. Як відповідь на регіональний виробничий спад пов'язаний з деіндустріалізацією в іржавому поясі, штат Нью-Йорк створив пакет економічного стимулу, пізніше названий «Баффало мільярд», надаючи 1 млрд доларів в нецільові економічні інвестиції для зони Баффало.
У 2013 році Cuomo анонсував високотехнологічний центр «Буффало» в RiverBend, націлений на ділянку Republic Steel, для розробки інкубаційного центру чистого енергетичного бізнесу, який повинен був фінансуватися 225 мільйонами доларів від фонду Buffalo Billion. Розробка буде управлятися SUNY Poly College of Nanoscale Science and Engineering, в даний час SUNY Polytechnic Institute.
Об'єкт був завершений наприкінці 2016 року і був обладнаний до 2017 року. Станом на серпень 2017 року на заводі почалося виробництво сонячних батарей.

## Діяльність
Фабрика почала виробництво сонячних елементів в 2017 році та збірку фотоелектричних модулів для сонячних батарей. У січні 2018 року Tesla оголосила, що після тестування на дахах співробітників, вона почне встановлювати свій новий продукт на будинку комерційних клієнтів протягом наступних декількох місяців. Tesla затримула масове виробництво сонячних дахів через її фокусування на розробці третьої версії сонячної даху; у жовтні 2019 року компанія оголосила, що версія 3 сонячного даху була готова почати виробництво і збільшити установки протягом наступних декількох місяців.
До початку 2020 року Tesla почала комерційну установку версії 3.